# 薩比嫩湖
53°6′44.95″N 13°45′54.01″E / 53.1124861°N 13.7650028°E

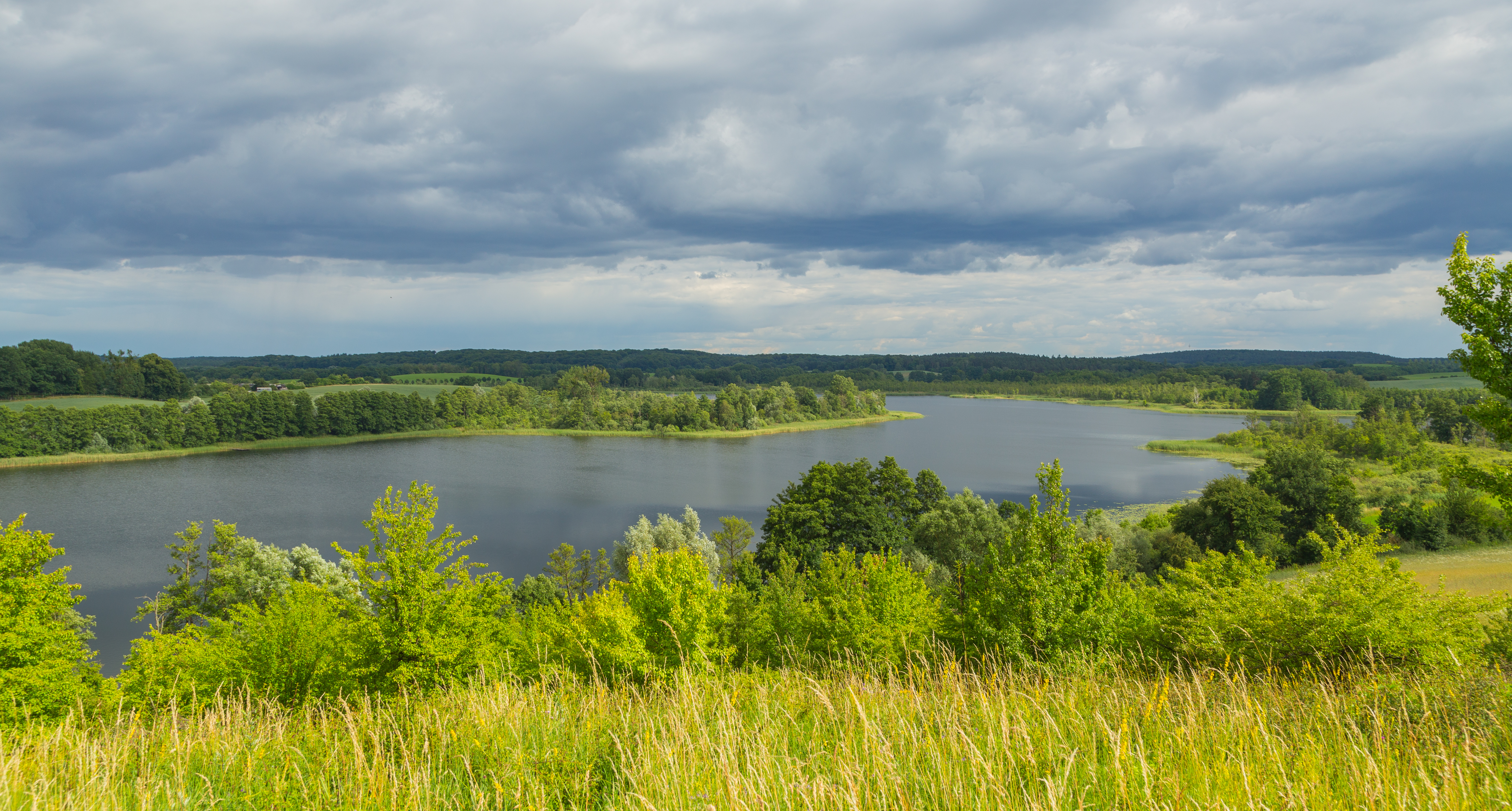

薩比嫩湖（德語：Sabinensee），是德國的湖泊，位於該國西南部，由勃蘭登堡州負責管轄，處於烏克馬克縣，距離首都柏林70公里，長1.3公里、寬0.4公里，面積0.5平方公里，海拔高度62米。